# Цапу
Цапу (рум. Țapu) — село у повіті Сібіу в Румунії. Входить до складу комуни Мікесаса.
Село розташоване на відстані 240 км на північний захід від Бухареста, 32 км на північ від Сібіу, 86 км на південний схід від Клуж-Напоки, 126 км на захід від Брашова.

## Населення
За даними перепису населення 2002 року у селі проживали 772 особи.
Національний склад населення села:
| Національність | Кількість осіб | Відсоток |
| -------------- | -------------- | -------- |
| румуни         | 710            | 92,0%    |
| угорці         | 38             | 4,9%     |
| німці          | 21             | 2,7%     |

Рідною мовою назвали:
| Мова      | Кількість осіб | Відсоток |
| --------- | -------------- | -------- |
| румунська | 722            | 93,5%    |
| угорська  | 26             | 3,4%     |
| німецька  | 21             | 2,7%     |